# ASM Rugby féminin
Pour les articles homonymes, voir ASM et Association sportive montferrandaise.
Maillots
Actualités
L'ASM Rugby féminin est un club féminin français de rugby à XV participant au championnat Élite 1. C'est un club basé à Romagnat, dans le Puy-de-Dôme. Il s'appelait Association sportive Romagnat rugby féminin jusqu'en 2000 puis Ovalie romagnatoise Clermont Auvergne (ORCA) de 2000 à 2016 et enfin ASM Romagnat Rugby féminin de 2016 à 2025.

## Historique
L'équipe féminine de l'AS Romagnat trouve sa source dans un groupe d'infirmières et kinésithérapeutes du CHRU de Clermont-Ferrand en 1974, à l’initiative de deux anciens joueurs de l’ASM et de Romagnat: Henri Laniray et Jeannot Vialon. Le club de rugby masculin de Romagnat soutient le projet et intègre la nouvelle équipe féminine.
Elle devient l'une des meilleures équipes françaises des années 1990 avec deux titres de championnes de France et trois finales.
En 2000, le club change de nom pour devenir l’ORCA : Ovalie romagnatoise Clermont Auvergne.

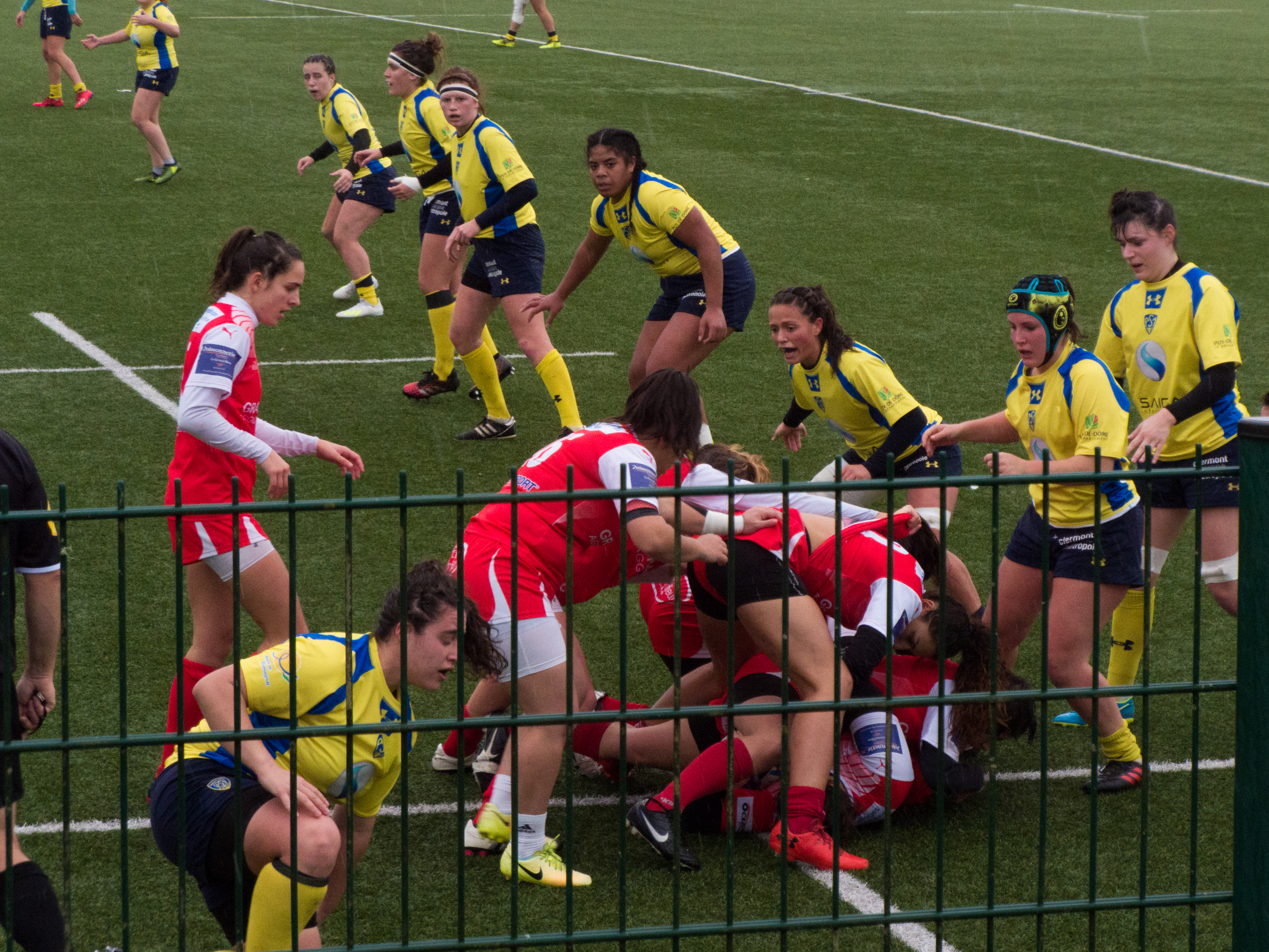
Romagnat (ici la réserve en 11 2019) adopte l'identité visuelle de l'ASM Clermont à partir de 2016.

Au terme d'une saison 2015-2016, l'ORCA est sacrée championne de France élite 2 Armelle Auclair après sa victoire en finale et retrouve l’élite du rugby féminin car cette victoire est synonyme également de montée en Top 8.
En 2016, le club entre en partenariat avec le club masculin phare de la région, l'ASM Clermont Auvergne. L'Ovalie romagnatoise Clermont Auvergne est officiellement renommé ASM Romagnat rugby féminin auprès de la FFR, le 30 juin 2016. L'objectif de ce partenariat est d’atteindre une meilleure visibilité, d’intéresser de nouvelles pratiquantes (débutantes ou confirmées) et de nouveaux partenaires.
Le 20 juin 2021, l'ASM Romagnat bat Blagnac Rugby 13 à 8 dans le stade de ces dernières et devient champion de France pour la troisième fois,.
Le 24 février 2024, lors d'un match de Championnat de France délocalisé au stade Marcel-Michelin entre l'ASM Romagnat et le Stade bordelais, le record d'affluence pour un match de ce championnat est battu avec 6025 spectateurs présents dans le stade.
Le 21 janvier 2025, les instances de l'ASM annoncent le changement d'identité du club féminin, évoluant dorénavant sous le nom « ASM Rugby féminin ». Ce changement de nom montre un plus grand rapprochement entre les deux clubs auvergnats, assumé dans le projet OneASM, et une volonté de développer le rugby féminin, notamment en Auvergne, comme le précise l'ASM en voulant « donner davantage de visibilité, de notoriété et d’attractivité à l’ASM Rugby féminin et au sport féminin ».

## Identité visuelle

### Couleurs et maillots
Les couleurs traditionnelles de l'AS Romagnat puis de l'Ovalie romagnatoise sont le jaune et le noir. En 2016, après le partenariat avec l'ASM Clermont Auvergne, le noir est alors remplacé par le bleu.

### Logo
En 2016, le club adopte le traditionnel blason de l'ASM Clermont Auvergne comme logo. Contrairement à celui de l'ASM Clermont Auvergne, la mention « Clermont Auvergne » n'apparaît pas.
Une nouvelle version, plus épurée, est créé en 2019. La date de création de l'ASM Clermont Auvergne, 1911, y apparaît alors bien que le l'AS Romagnat est créé 63 ans après.

Évolution du logo
Logo de 1974 à 1995.
Logo de 1995 à 2000.
Logo de 2000 à 2016.
Logo de 2016 à 2019.
Logo de 2019 à 2025.
Logo instauré en 2025.

## Palmarès

### Détail du palmarès
- Championnat de France de première division : 
  - Vainqueur : 1994, 1995 et 2021[2],[3]
  - Finaliste : 1989, 1996 et 1998
- Championnat de France Élite 2 Armelle Auclair : 
  - Vainqueur : 2016
  - Finaliste : 2013
- Coupe de France :
  - Finaliste : 1991

### Finales disputées
| Compétition                           | Date de la finale | Vainqueur                 | Finaliste              | Score   | Lieu de la finale    | Spectateurs | Références |
| ------------------------------------- | ----------------- | ------------------------- | ---------------------- | ------- | -------------------- | ----------- | ---------- |
| 1re division                          | 1989              | Violettes bressanes       | AS Romagnat            | 19 - 12 | Montaigut-le-Blanc   |             |            |
| 1re division                          | 1994              | AS Romagnat               | Saint-Orens            | 21 - 12 | Maurs                |             |            |
| 1re division                          | 1995              | AS Romagnat               | Pachys d'Herm          | 10 - 6  |                      |             |            |
| 1re division                          | 1996              | Rugby Club Chilly-Mazarin | AS Romagnat            | 3 - 0   | Romorantin-Lanthenay |             |            |
| 1re division                          | 1998              | Pachys d'Herm             | AS Romagnat            | 20 - 11 | Mussidan             |             |            |
| 2e division (Élite 2 Armelle-Auclair) | 2013              | RC valettois revestois    | Ovalie romagnatoise CA | 18 - 12 |                      |             |            |
| 2e division (Élite 2 Armelle-Auclair) | 22 mai 2016       | Ovalie romagnatoise CA    | Lyon OU                | 29 - 7  | Unieux               |             |            |
| 1re division (Élite 1)                | 20 juin 2021      | ASM Romagnat              | Blagnac Rugby          | 13 - 8  | Blagnac              |             | ,          |

## Personnalités du club

### Joueuses
Internationales :
| - Nathalie Bertrank (33 sélections de 1990 à 1998, vice-présidente du club) - Barka Guerchouch - Annick Hayraud (65 sélections de 1990 à 2002) - Élodie Vivat - Mélissa Lamour - Françoise Mayot - Amandine Rivassou - Magali Jouhate | - Nathalie Soubé-Vidal - Audrey Anastasiadis - Ludivine Costes - Jessy Trémoulière - Marie Ménanteau - Marjorie Vaz - Caroline Thomas - Élise Pignot - Emma Coudert - Francesca Sgorbini - Sara Tounesi - Linda Djougang |

### Présidents
- 1974 à 1976 : Monsieur Defradas
- 1976 à 1979 : Monsieur Sournac
- 1979 à 1988 : Madame Sournac
- 1989 à 1994 : Madame Schopp
- 1994 à 2000 : Monsieur Raoul
- 2000 à 2001 : Monsieur Vaisson
- 2001 à 2016 : Marc Lavialle
- 2016 à 2019 : Mélissa Lamour
- Depuis 2019 : Marie-Françoise Magignot

### Entraîneurs
- 1974-1976: Gerard Amblard, Henri Laniray et Jeannot Vialon.
- 1976-1977 : Hamimi
- 1979-1981 : Guichard
- 1983-1984 : Richard Mamie
- 1987-1988 : Thierry Vaisson
- 1988-1989 : Philippe Rozier, Thierry Vaisson, Jean Phillipe Pouzon
- 1990-1991 : Daniel Marie
- 1991-1992 : Laurent Joachin, Marc Lavialle
- 1992-1993 : Daniel Marie, Marc Lavialle
- 1993-1996 : Michel Chocot, Marc Lavialle
- 1996-1998   Marc Lavialle
- 1998-1999 : Fredric Croizet, Fabien Bertrank
- 2000-2002 : Freddy Maso, Annick Hayraud
- 2003-2004 ; Annick Hayraud, Marc Lavialle
- 2004-2007 : Annick Hayraud, Patrice Chassaigne
- 2010-2011 : Patrick Laurent-Varange (avants) et Annick Hayraud (arrières).
- 2015-2016 : Fabrice Ribeyrolles, Annick Hayraud et Eric Faidit.
- 2016-2018 : Fabrice Ribeyrolles et Martin Scelzo
- Depuis 2018 : Fabrice Ribeyrolles et Vincent Fargeas